# The Lost Paris Tapes
The Lost Paris Tapes es la última grabación conocida de Jim Morrison, Se compone de dos partes, una sesión de poesía de marzo de 1969, y la última sesión que realizó en junio de 1971.

## Historia
El 16 de junio de 1971, Jim Morrison salió a beber unas copas en París y se encontró con dos músicos callejeros al frente del Café de Flore. Con ellos se dirigieron a un estudio de grabación en la calle St-Germain des-Près para grabar una sesión.
Los tres músicos llegaron al estudio y se identificaron como "Jomo and the Smoothies" y grabaron durante 14 minutos. Morrison se quedó con el máster de grabación y se separaron. Después de esto se dirigió a la casa de su amigo Philippe, y dejó las grabaciones allí. Jim Morrison murió tres semanas después.